# Liste des plantes parasites nuisibles en agriculture
La liste des plantes parasites nuisibles en agriculture (mauvaises herbes parasites) comprend  de nombreuses espèces appartenant à 25 genres environ (sur les quelque 270 genres connus de plantes parasites). Trois genres sont particulièrement importants sur le plan économique : Cuscuta, Orobanche et Striga.

## Liste de genres et espèces
Avec des indications sur les espèces-hôtes et la répartition (liste non exhaustive).

### Famille desBalanophoraceae
- Genre Thonningia,
  - Thonningia sanguinea, Hevea, Nigeria ;
- Genre Balanophora,
  - Balanophora indica, caféier (Coffea), Inde[2].

### Famille desConvolvulaceae

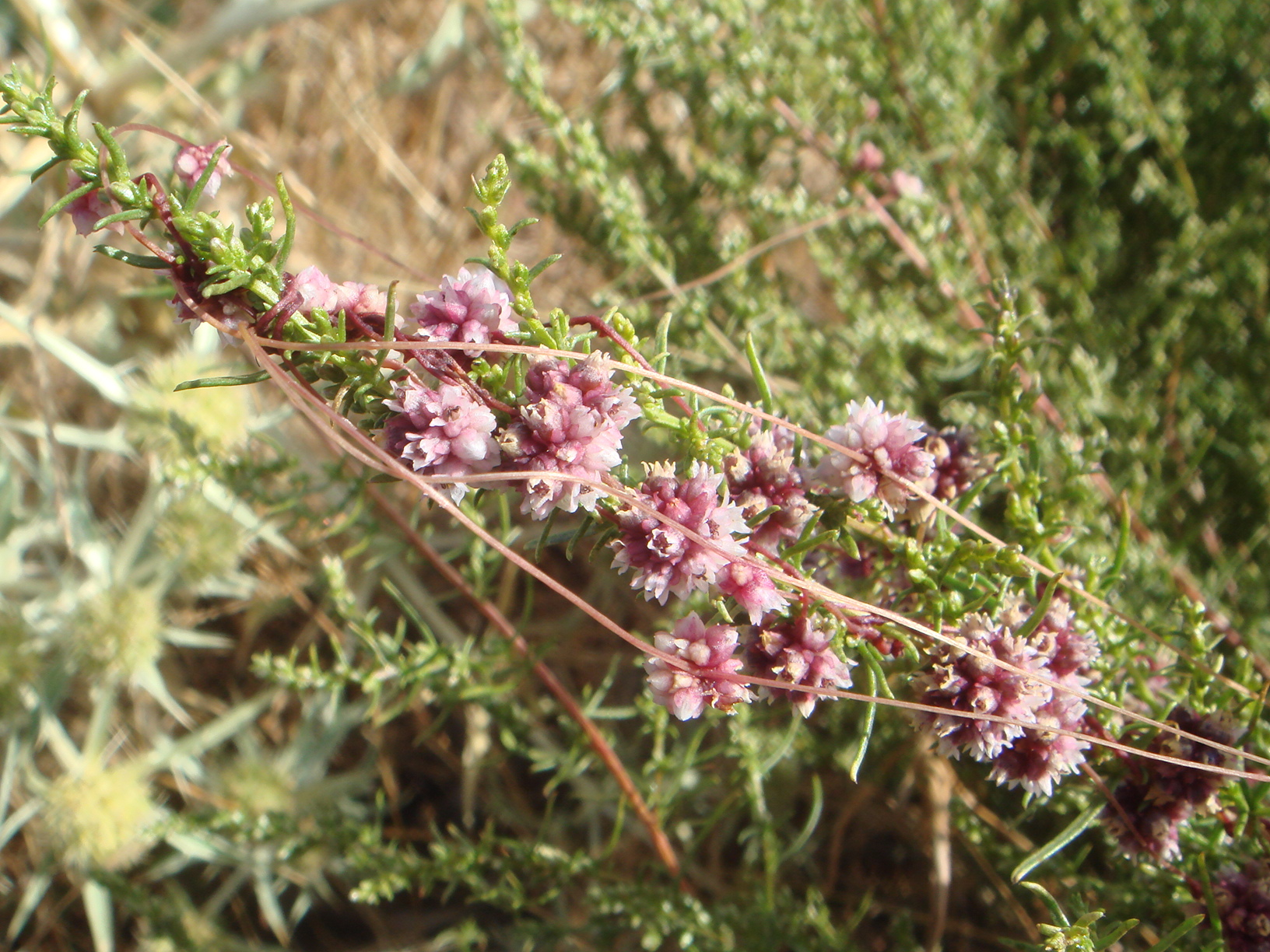
Cuscuta europaea.

- Genre Cuscuta, environ 15 espèces de cuscutes ont une réelle importance économique dans le monde. Certaines peuvent provoquer des pertes de rendement allant jusqu'à 80 %. Leurs graines peuvent contaminer les semences, en particulier celles de légumineuses fourragères à petites graines, ce qui facilite leur diffusion[3] :
  - Cuscuta campestris, diverses plantes cultivées, notamment les Fabaceae (légumineuses), répartition cosmopolite,
  - Cuscuta gronovii,
  - Cuscuta epithymum,
  - Cuscuta epilinum,
  - Cuscuta europaea,
  - Cuscuta umbrosa.

### Famille desHydnoraceae
- Genre Prosopanche 
  - Prosopanche bonacinae, cotonnier (Gossypium), Argentine.

### Famille desLauraceae
- Genre Cassytha

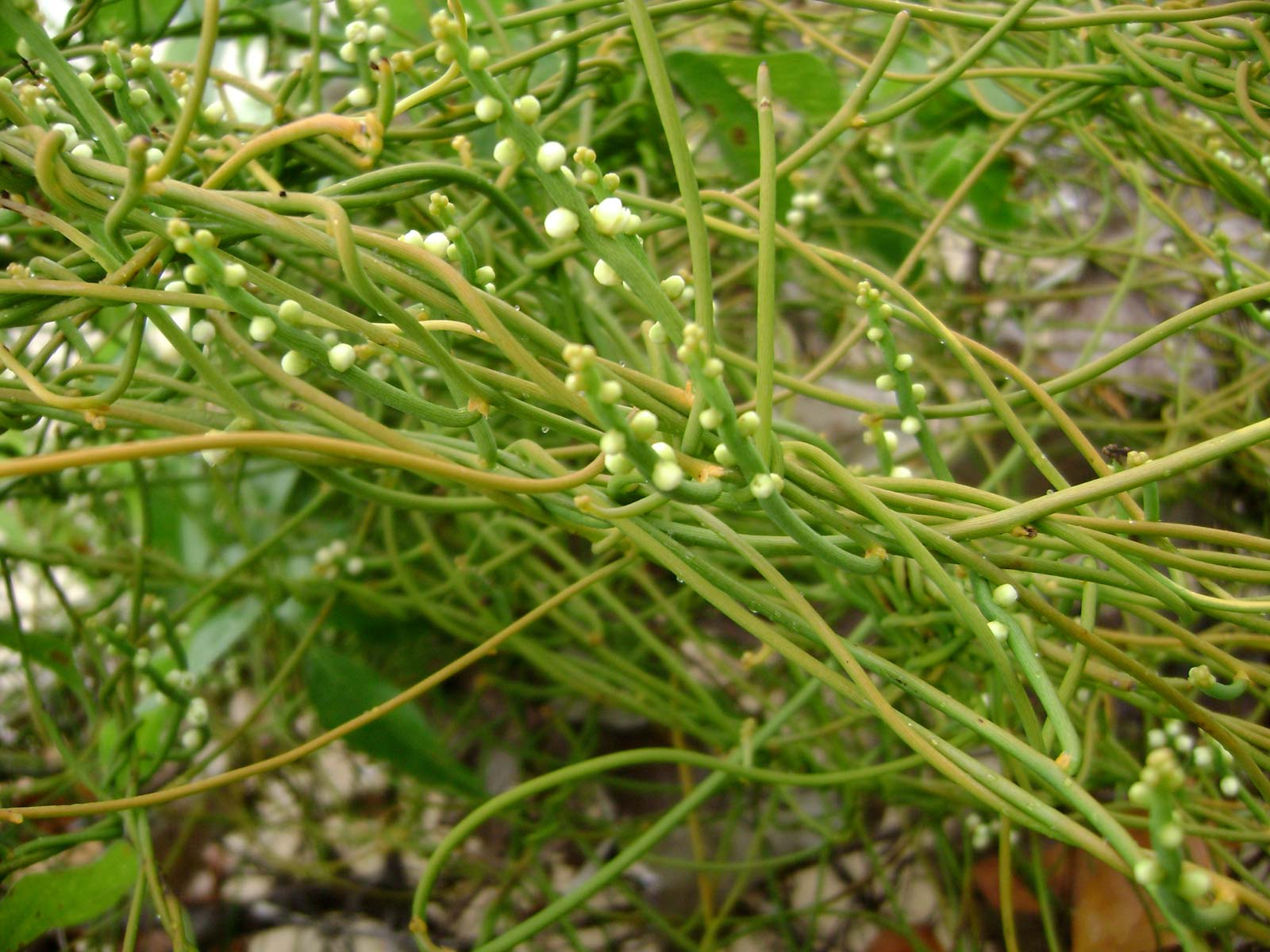
Cassytha filiformis.

  - Cassytha filiformis, plantes ligneuses et ornementales, répartition pantropicale.

### Famille desOrobanchaceae
- Genre Aeginetia,
  - Aeginetia indica, holoparasite épirhize, canne à sucre (Saccharum) et autres graminées, Inde, Chine, Japon, Indonésie, Philippines[4],
  - Aeginetia pedunculata, canne à sucre, Philippines[5] ;
- Genre Alectra,
  - Alectra vogelii, quelques autres espèces de ce genre ont été signalées sur des cultures de tournesol, tabac, niébé (Vigna unguiculata), Afrique ;
- Genre Christisonia,
  - Christisonia wightii, canne à sucre (Saccharum), Philippines[5] ;
- Genre Orobanche,
  - Orobanche cernua,
  - Orobanche crenata, surtout légumineuses, carottes, climat méditerranéen,
  - Orobanche minor, légumineuses, tabac, carottes, cultures diverses, très répandus dans les régions tempérées ;

- Genre Phelipanche
  - Phelipanche aegyptiaca,
  - Phelipanche mutelii,

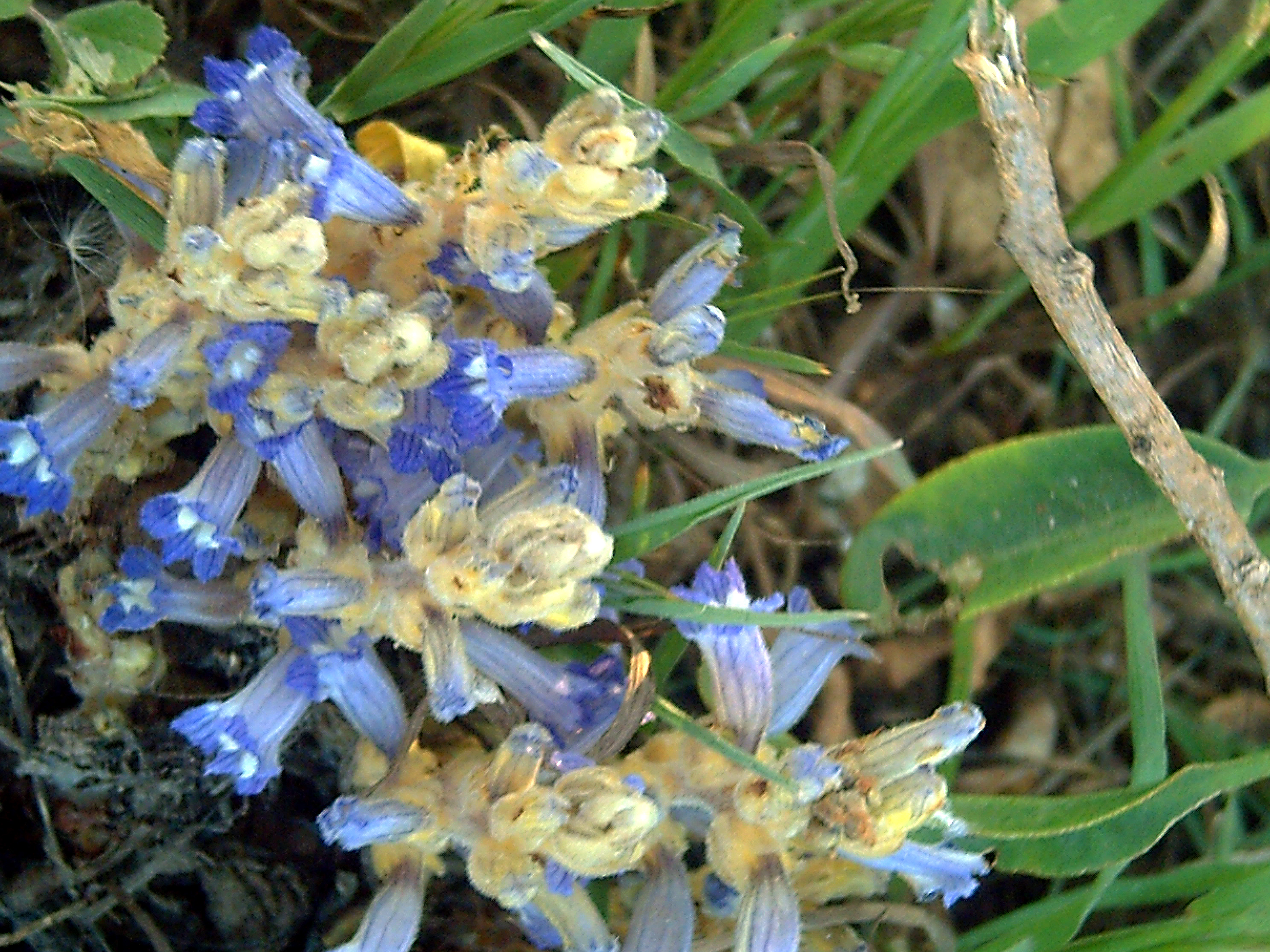
Phelipanche ramosa.

  - Phelipanche ramosa, diverses cultures, notamment chez les Solanaceae, répartition très vaste, mais parasite plus nuisible sous climat méditerranéen ;
- Genre Rhamphicarpa
  - Rhamphicarpa fistulosa, arachide (Arachis), riz (Oryza), Afrique ;
- Genre Seymeria
  - Seymeria cassioides,	pins (Pinus spp.), sud des États-Unis ;

- Genre Striga
  - Striga aspera,

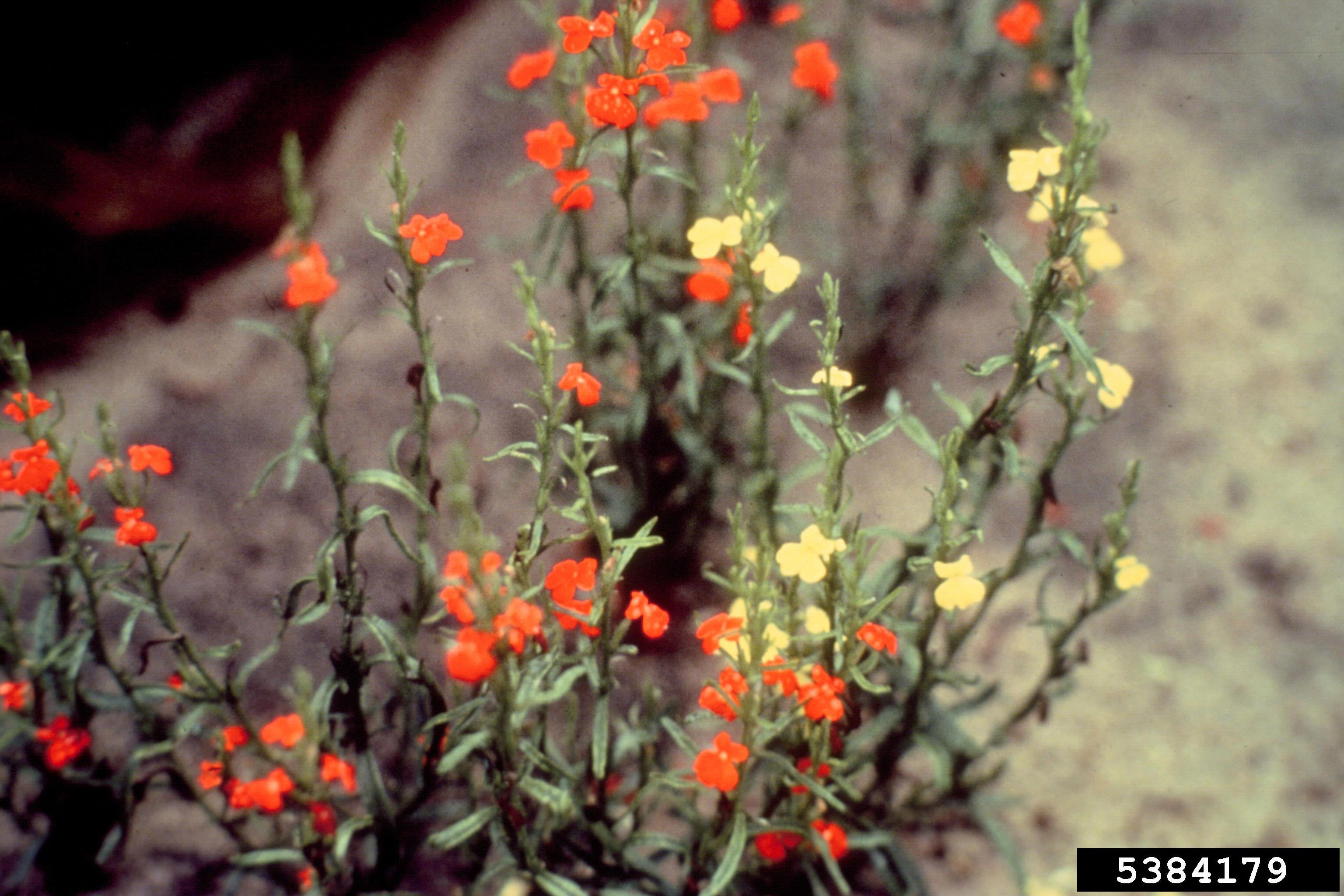
Striga asiatica.

  - Striga hermonthica, céréales, Afrique (climats semi-arides),
  - Striga asiatica, céréales, Afrique, introduite aux États-Unis (Caroline du Nord et Caroline du Sud),
  - Striga gesnerioides, légumineuses, Afrique, introduite aux États-Unis (Floride).
- Genre Bartsia
  - Bartsia odontites, luzerne (Medicago), États-Unis (Wisconsin) ;

- Genre Rhinanthus

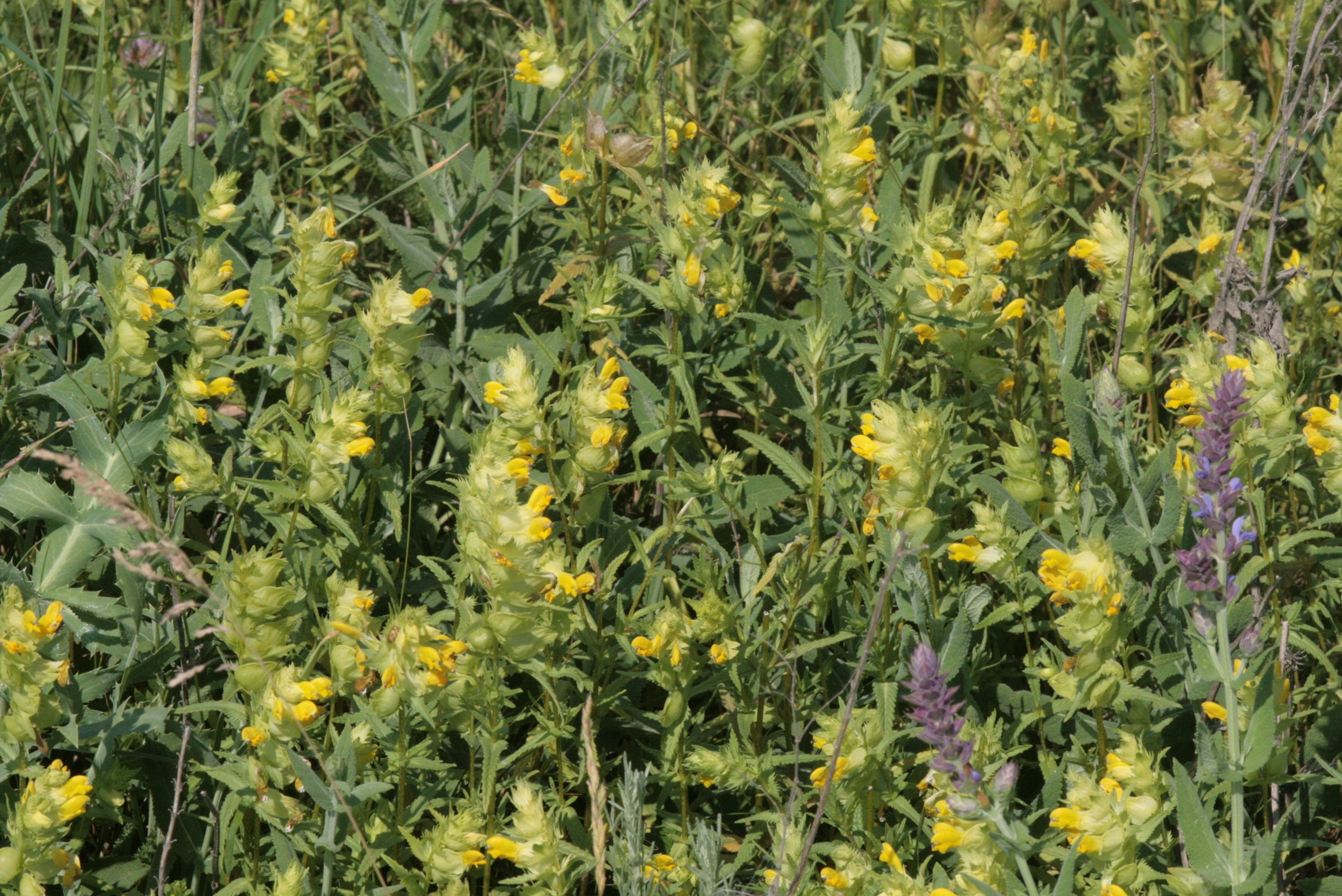
Rhinanthus serotinus.

  - Rhinanthus serotinus, cultures fourragères, Europe

### Famille desLoranthaceae
- Genre Agelanthus, karité (Vitellaria paradoxa), Afrique ;
- Genre Amyema, Eucalyptus, Australie ;
- Genre Tapinanthus
  - Tapinanthus bangwensis, cacaoyer (Theobroma), etc., Afrique ;
- Genre Dendrophthoe, kapokier (Ceiba), etc., Asie
- Genre Phthirusa, Hévéa, teck (Tectona), Amérique centrale et Amérique du Sud ;
- Genre Psittacanthus, agrumes (Citrus), Mexique ;
- Genre Struthanthus, caféier (Coffea), agrumes (Citrus), etc., Amérique centrale et Amérique du Sud ;

- Genre Acanthosyris, 

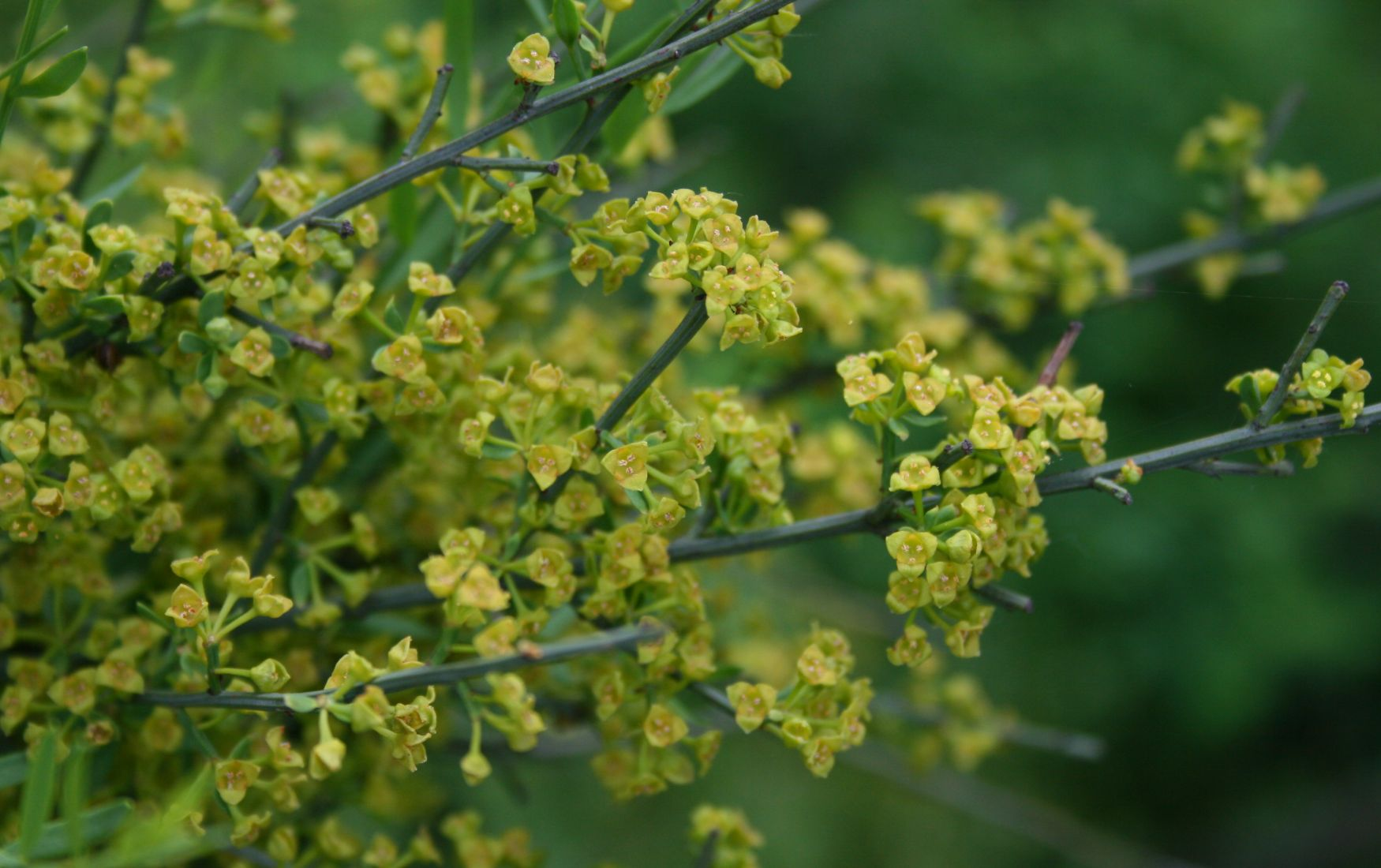
Osyris alba.

  - Acanthosyris pauloalvimii, cacaoyer (Theobroma), Brésil ;
- Genre Exocarpos, Eucalyptus,	Australie ;
- Genre Osyris, 
  - Osyris alba, Vigne (Vitis),	ex-Yougoslavie ;
- Genre Pyrularia, 
  - Pyrularia pubera, sapin de Fraser (Abies fraseri), États-Unis (Virginie-Occidentale) ;
- Genre Scurrula,
  - Scurrula cordifolia, arbres divers, Himalaya occidental
- Genre Thesium, canne à sucre (Saccharum), orge (Hordeum), etc., Australie, Espagne, Afrique, États-Unis.

### Famille desRafflesiaceae
- Genre Cytinus, 
  - Cytinus hypocistis, seule espèce présente en France,
- Genre Rafflesia, États-Unis, Afrique du Sud, Madagascar, Asie du Sud-Est, Australie,
  - Rafflesia arnoldii, Malaisie,
- Genre Rhizanthes,
- Genre Sapria,

### Famille desViscaceae
- Genre Arceuthobium, 

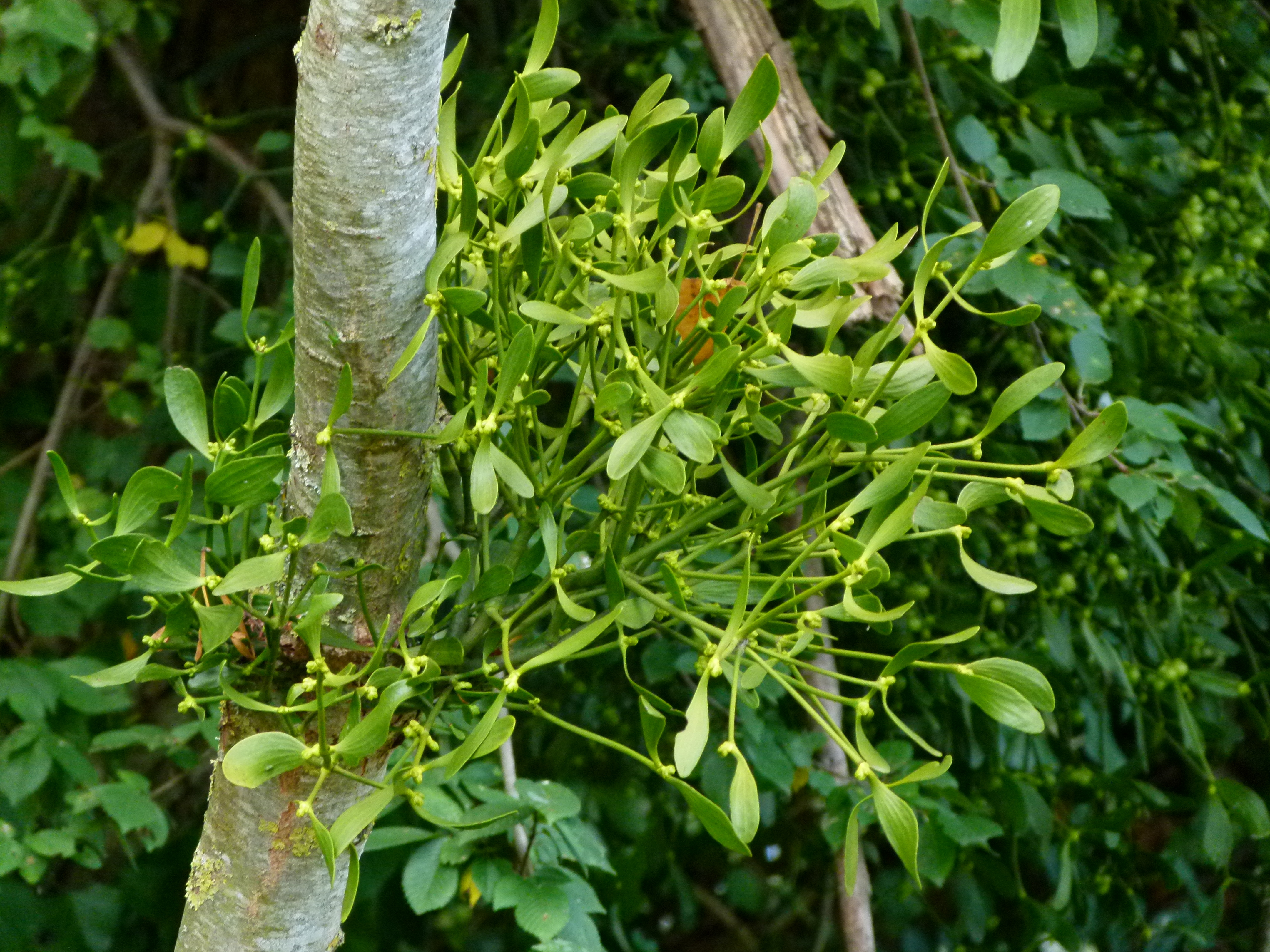
Viscum album.

  - Arceuthobium oxycedri, épiphyte sur Cupressaceae (Ancien monde) et Pinaceae (nouveau monde), Afrique, Amérique du Nord, Asie, Europe ;
- Genre Dendrophthora
  - Dendrophthora poeppigii, Hevea, Brésil ;
- Genre Phoradendron, divers arbres, Amérique du Nord, du Sud et centrale ;
- Genre Viscum, divers arbres, Afrique, Asie, Australie, Europe,
  - Viscum album, le gui, épiphyte sur divers arbres (pommiers, peupliers, etc.), régions tempérées de l'ancien monde.